# Трифоновский сельский совет (Великоалександровский район)
Трифоновский сельский совет (укр. Трифонівська сільська рада) — входит в состав
Великоалександровского района
Херсонской области
Украины.
Административный центр сельского совета находится в 
с. Трифоновка
.

## История
- 1863 — дата образования.

## Населённые пункты совета
- с. Трифоновка
- с. Нововасилевка